# Aleksandr Roediger
Alexander Roediger (o Rödiger) (en ruso: Алекса́ндр Фёдорович Ре́дигер, Aleksándr Fyodorovich Rédiger; 12 de enero de 1854, Veliky Novgorod, Imperio ruso - 26 de enero de 1920, Sebastopol, RSFS de Rusia) fue un General de Infantería ruso-alemán que luchó en la guerra ruso-turca de 1877-1878, sirvió como miembro del Consejo de Estado Imperial, y fue Ministro de Guerra del Imperio ruso (1905-1909). Brevemente también sirvió como Ministro de Guerra del Principado de Bulgaria (1883).

## Biografía

### Origen
Nacido el 12 de enero de 1854, Roediger nació en el seno de una familia alemana, hijo de Philipp Friedrich Roediger y de la noble finlandesa-sueca Elisabeth Charlotta von Schulmann, su padre era un alemán que trabajaba como director de una escuela de cadetes en Novgorod al tiempo del nacimiento de Alejandro. Su familia tenía su origen en Hesse.

## Carrera
Roediger se graduó en el Cuerpo de Pages y como estudiante de la Academia de Estado Mayor General Nikolayev; sirvió en la guerra ruso-turca de 1877-1878; en 1882 fue nombrado Asistente del Ministro y después Ministro de Guerra del recientemente independiente Principado de Bulgaria; a su retorno a Rusia se convirtió en profesor en la Academia Militar Nikolayev. Fue designado Asistente del Ministro de Guerra de Rusia en 1898 a las órdenes de Aleksey Kuropatkin. Sirvió como Ministro de Guerra ruso entre 1905 y 1909 sirviendo a los gobiernos de Witte, Goremykin y Stolypin. También fue nombrado miembro del Consejo de Estado Imperial a partir de 1905. En junio de 1907 la policía frustró un complot para asesinar a Roediger. Varios miembros del Partido Social-Revolucionario fueron arrestados.